# Nanzhang
Nanzhang (en chino, 南漳; pinyin, Nánzhāng) es un condado bajo la administración directa de la Prefectura Xiangyang  en la Provincia de Hubei, República Popular China. Su área es de 3852 km² y su población total para 2010 superó los 530 mil habitantes. 

## Administración
Desde octubre de 2022, el Condado Nanzhang se divide en 10 pueblos que se administran en poblados.

## Toponimia
Según el Registro de Topónimos de Nanzhang (南漳地名志) dice; el río Zhang (漳水) se encuentra a cien Lis al sur del condado y nace en el monte Jing. El nombre del condado deriva de este río. 
Dado que el condado está situado al sur (南, nan) del río Zhang (漳水), recibió el nombre de Nanzhang.